# Gavira
Enrique Cano Iribarne, alias "Gavira", (1890 - 1927) fue un torero de comienzos del siglo XX.
En el libro de bautismos Nº 169, página 385 de la Iglesia de Santa María de Gracia de Cartagena (España), figura la partida de bautismo donde podemos comprobar que Enrique Cano Iribarne nació el 14 de mayo de 1890 a las 3 de la madrugada y fue bautizado Enrique Bonifacio. Nació en la calle de la Pólvora, 8, y era hijo del empleado del Ayuntamiento Enrique Cano Jumilla y de Ana Iribarne Martínez. 

## Biografīa
Enrique vivió su infancia en el orfanato de la Casa de la Misericordia debido a las mismas circunstancias que sus dos hermanas.  Su madre, Ana Iribarne Marninez, natural de Murcia, murió a consecuencia de una tuberculosis a los 35 años el 23 de febrero de 1900 dejando viudo a su padre y dejando huérfano a Enrique junto a sus dos hermanas: Mariana y Concha de la que Gavira figura como pladrino en el registro de bautismo de esta.
Tomó la alternativa en Cartagena el 22 de abril de 1923, actuando como padrino de la ceremonia Villalta, que le cedió los trastos, y testigo Fausto Barajas con toros de Pablo Romero, estrenándose el pasodoble "Gavira", obra del compositor Jerónimo Oliver Albiol, director de la Banda de Música de Infantería de Marina. Confirmó la alternativa el 17 de julio de dicho año con Bañuelos y Paco Madrid.
Gavira fue un torero de gran valor y atrevimiento, se acercaba a los toros en terrenos en donde nadie se atrevía en su época. Tenía una pequeña cojera lo que le privaba de soltura y técnica taurina. Dicen las crónicas que desde bastante joven le atraía el mundo del toreo, tanto es así que en alguna ocasión "se tiró" a la plaza como espontáneo.
Murió el 3 de julio de 1927, en la plaza antigua de Madrid, por una cogida al entrar a matar al toro "Saltador", número 47, negro zaino, escurridizo de carnes y cornalón, de la ganadería de Pérez de la Concha. Entró mortalmente herido en la enfermería.
Enrique contrajo matrimonio en Madrid con Margarita López Bermejo, nacida  en Madrid en 1904, en el seno de una familia de espaderos de Toledo . Sabemos por documentos gráficos de la época que tuvieron al menos una hija, que desgraciadamente falleció a muy temprana edad. No se conocían muchos más detalles acerca de la vida privada de Enrique y Margarita. Por la prensa de la época, sabemos que  ella esperaba un hijo cuando Gavira falleció, posteriormente se celebró una corrida de toros cuyos beneficios fueron donados a su viuda. Margarita López dio a luz a Enrique Cano López, hijo póstumo del diestro, el 31 de octubre de 1927. Con el que emigró a Casablanca en  poco antes del comienzo de la guerra civil española. Tras pasar su infancia y juventud en Marruecos, Enrique Cano Lopez y  Charlotte Buglieri junto con sus dos hijos,  Enrique y Patricia, nietos del malogrado Gavira. Enrique Cano López falleció el 21 de marzo del año 2000 en Ormond Beach, Florida. Los descendientes de Gavira residen hoy en Denver, Colorado, Estados Unidos.
Enrique Cano fue un torero muy querido en su ciudad natal. Su fallecimiento causó honda impresión en Cartagena, organizándose una comisión para conseguir el traslado de sus restos, cosa que se logró, celebrándose el sepelio el día 6 de julio, tras haber estado instalada la capilla ardiente en el Club que llevaba su nombre, sito en la calle del Aire. Su cadáver fue llevado hasta el templo de la Virgen de la Caridad, de la que era muy devoto, y después al cementerio de Nuestra Señora de los Remedios, donde reposan.
En Cartagena se da el hecho singular de que existe una plaza que lleva el nombre del torero local José Ortega Cano, pero que en su centro se encuentra la estatua de Enrique Cano, "Gavira". El nombre a la plaza lo concedió el Ayuntamiento en sesión de 24 de marzo de 1997, pero el monumento a Gavira fue colocado el 9 de junio de 1994 según expresa la correspondiente placa en la que se dice que fue donada por el que asimismo fuera matador de toros Manuel Sánchez Juárez, entonces presidente del Club Taurino, con participación de la afición, y siendo el autor de la obra: Juan de la Cruz Teruel.
Desde sus comienzos, Enrique Cano Iribarne adoptó los siguientes alias o nombres artísticos:
- "El Lavativa", este alias fue con el que se presentó al público en sus comienzos. (El alias "Lavativa", al parecer lo adoptó en su primera época porque era el apodo con el que se conocía a su padre).
- "El Berenjena", actuando con un grupo de espectáculos taurinos de Murcia en el que todos los integrantes tenían nombres de productos de la huerta.
- "Gavira Chico", cuando comienza de novillero.
- "Gavira", ya en la consagración.